# Rappershausen

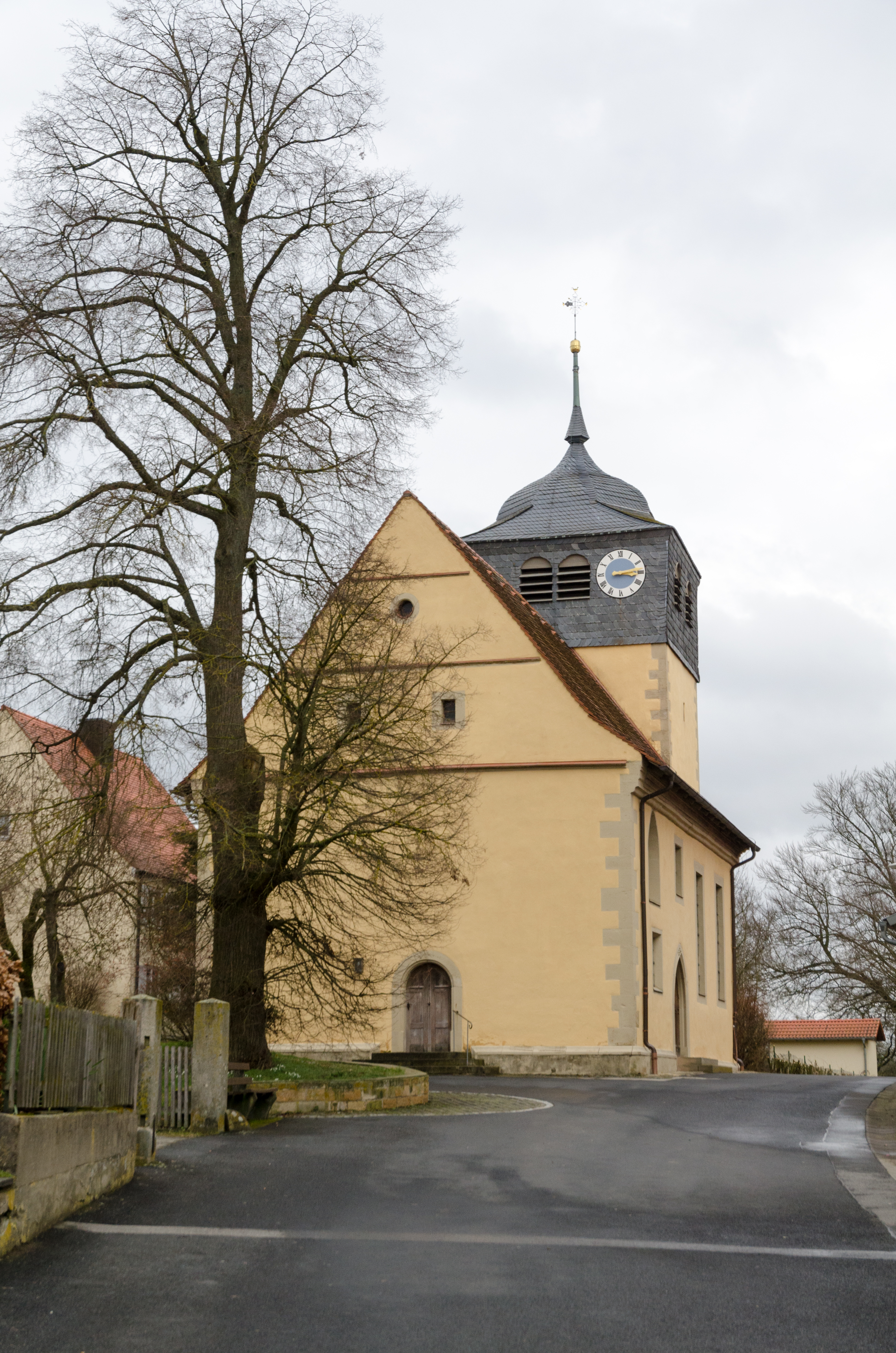
Kirche in Rappershausen

Rappershausen ist ein Gemeindeteil der Gemeinde Hendungen im unterfränkischen Landkreis Rhön-Grabfeld in Bayern.

## Geografische Lage
Das Pfarrdorf liegt im unterfränkischen Teil des Grabfelds in unmittelbarer Nähe zu Thüringen. Etwa einen Kilometer südlich befindet sich die Wüstung Uttenhausen.

## Geschichte

### 12.–14. Jahrhundert
Der Ort Rappershausen wurde 1158 erstmals urkundlich erwähnt. In dieser Urkunde bestätigte Kaiser Friedrich I. die Übereignung von Rappershausen und des etwa einen Kilometer südlich gelegenen Orts Uttenhausen an das Kloster Bildhausen, das 1156 von Friedrichs Onkel, dem Pfalzgrafen Hermann von Stahleck gestiftet wurde. Zwischen 1158 und 1350 muss ein Teil von Rappershausen in den Besitz der Grafen von Henneberg gelangt sein, wobei die genauen Umstände wohl nicht mehr zu klären sind.
Bei der Hennebergischen Landesteilung 1274 kam das Gebiet von Uttenhausen und der Hälfte von Rappershausen an die Grafschaft Henneberg-Hartenberg, die ihren Stammsitz auf der Hartenburg im nahe gelegenen Römhild hatte. Die andere Hälfte von Rappershausen befand sich zu dieser Zeit im Besitz des Klosters Fulda.
Berthold von Henneberg-Hartenberg belehnte Wilhelm von Maßbach mit Uttenhausen und vermutlich auch halb Rappershausen. Von diesem kauften Graf Hermann IV. von Henneberg-Aschach (* vor 1342; † 26. Mai 1378) und sein Bruder Berthold den Ort nach dem Tod ihres Vetters Berthold von Henneberg-Hartenberg im Jahr 1378. Dieser hatte bereits 1371 seinen Besitz an die Linie Henneberg-Aschach verkauft. Der Abt und der Konvent zu Bildhausen bekundeten am 2. Dezember 1379, dass Graf Hermann von Henneberg-Aschach mit Zustimmung seines Bruders Berthold, Domherr zu Bamberg, ihnen das Dorf Uttenhausen übereignet hat. Graf Hermann von Henneberg-Aschach und sein Bruder Berthold behielten sich jedoch alle landesherrlichen Rechte vor.

### 15.–16. Jahrhundert
Um 1466 kam Rappershausen durch Heirat in den Besitz der Marschalke von Ostheim zu Waltershausen. 1488 schrieb der Würzburger Dompropst Kilian von Bibra dem Pfarrer von Hendungen vor, wie oft er in der Filial Rappershausen welche geistlichen Handlungen vorzunehmen habe.
Durch zwei Erbteilungen der Linie Henneberg-Aschach in den Jahren 1468 und 1532 kam die Landesherrschaft über Rappershausen als Teil des Amts Römhild an Graf  Berthold XVI. von Henneberg-Römhild, der seinen Besitz 1548 an die Grafen von Mansfeld verkaufte. Diese veräußerten das Amt Römhild mit Rappershausen im Jahr 1555 an die ernestinischen Wettiner. In diesem Jahr galt Uttenhausen bereits als Wüstung.
Rappershausens Pfarreiort Hendungen, welcher bei der Teilung der Henneberg-Aschacher Linien 1532 an die Linie Henneberg-Schwarza kam, fiel nach dem Tod des katholischen Grafen Albrecht von Henneberg-Schwarza im Jahr 1549 an den lutherischen Grafen Wilhelm VI. von Henneberg-Schleusingen. Nachdem 1555 im Augsburger Religionsfrieden der Grundsatz Cuius regio, eius religio beschlossen worden war, prüften im Jahr 1557 lutherisch-hennebergische Visitatoren den damaligen katholischen Pfarrer in Hendungen, verjagten ihn und ersetzen ihn durch einen lutherischen Prediger. Nachdem im Jahr 1583 die Grafen von Henneberg ausgestorben waren, erhielten die Wettiner die Grafschaft Henneberg, wodurch nun Rappershausen und Hendungen in sächsischer Hand waren. Das dauerte aber nur drei Jahre, da Hendungen gemäß dem Schleusinger Vertrag 1586 an das Hochstift Würzburg ging und sofort durch die Gegenreformation wieder katholisch wurde. Daraufhin zogen die Herren von Bibra den in ihrem Besitz befindlichen evangelischen Ort Bahra von Hendungen ab und machten ihn zur Filiale des zum Pfarreiort ernannten Rappershausen. Auch die Abgaben, die bisher an den Pfarrer in Hendungen geflossen waren, sollten von da an nach Rappershausen gehen. 1598 erfolgte deswegen Klage vor dem Reichskammergericht, wobei Hendungen jedoch „kein günstiges Urteil erlangte“.

### 17.–18. Jahrhundert
Aufgrund von Erbteilungen gehörten Rappershausen und die Wüstung Uttenhausen als Teil des Amts Römhild ab 1572 zu Sachsen-Coburg-Eisenach, ab 1596 zu Sachsen-Coburg und ab 1633 wieder zu Sachsen-Coburg-Eisenach. 1633 kaufte Philipp Albrecht Truchseß von Wetzhausen zu Sternberg die Hälfte von Rappershausen von der Familie Voit von Salzburg. Am 15. Februar 1637 erwarb er die andere Hälfte und die Filial Bahra von Hans Kaspar von Bibra zu Höchheim, Rudolph von Hanstein und Georg Rudolph Mellen zu Haina.
Die Landesherrschaft über Rappershausen kam 1640 an Sachsen-Altenburg. Am 26. Januar 1665 wurde der Besitz von Philipp Albrecht Truchseß von Wetzhausen auf Sternberg zwischen seinen Söhnen Wolff Dietrich und Joachim Ernst geteilt, wobei das Los entschied, wer welchen Anteil erhalten solle. Dabei kam Rappershausen an Joachim Ernst (1624–1709).
Die Landesherrschaft über den Ort gehörte ab 1672 dem Herzogtum Sachsen-Gotha-Altenburg und ab 1680  Sachsen-Römhild. Nach dem Tod des Herzogs von Sachsen-Römhild wurde die Landesherrschaft über das Amt Römhild im Jahr 1710 unter Sachsen-Coburg-Saalfeld (1/3) und Sachsen-Meiningen (2/3) aufgeteilt. 1757 wurde Rappershausen an die Freiherren Karl und Philipp August von Stein zu Nordheim verkauft. Durch diese adligen Besitzungen im Ort wurde Rappershausen über die Reichsritterschaft bis zum Reichsdeputationshauptschluss 1803 weitgehend der Landesherrschaft entzogen.

### 19. Jahrhundert bis zur Gegenwart
Der „Reinigungsvertrag“ zwischen dem Großherzogtum Würzburg und Sachsen-Meiningen, der am 20. Juni 1808 unterzeichnet wurde, regelte die Grenze zwischen dem Großherzogtum Würzburg und dem herzöglichen sachsen-meiningischen und sachsen-römhildischen Gebiet neu, wobei sowohl der Ort Rappershausen als auch die Wüstung Uttenhausen an Würzburg abgetreten wurden. Dabei wurde ausdrücklich darauf hingewiesen, dass das im Vertrag von Schleusingen vom 19. Juli 1586 vereinbarte Erbfolgerecht Würzburgs weiterhin bestehen blieb.
Mit der Auflösung des Rheinbundes 1814 und dem Beschluss des Wiener Kongresses fiel das Großherzogtum Würzburg größtenteils an das Königreich Bayern. Im Zuge der Verwaltungsreformen in Bayern entstand mit dem Gemeindeedikt von 1818 die Gemeinde Rappershausen. Der Ort gehörte ab 1817 zum Untermainkreis, der 1838 in Unterfranken und Aschaffenburg, später nur noch Unterfranken umbenannt wurde. Seit 1918 liegt Rappershausen im Freistaat Bayern.
Am 1. Juli 1972 wurde der Landkreis Mellrichstadt, zu dem Rappershausen zu dieser Zeit gehörte, im Zuge der Gebietsreform in Bayern mit dem ebenfalls aufgelösten Landkreis Königshofen im Grabfeld dem Landkreis Bad Neustadt an der Saale angegliedert. Am 1. Mai 1973 erhielt dieser neue Landkreis seine heutige Bezeichnung Landkreis Rhön-Grabfeld. Am 1. Juli 1976 trat die Gemeinden Rappershausen durch Rechtsverordnung der Regierung von Unterfranken der Verwaltungsgemeinschaft Mellrichstadt bei. Am 1. Mai 1978 wurde Rappershausen in die Gemeinde Hendungen eingegliedert.

## Kultur und Sehenswürdigkeiten

### Religion
Der Ort gehört zur Pfarrei Aubstadt im Evangelisch-Lutherischen Dekanat Bad Neustadt an der Saale.

### Baudenkmäler
- Kommunbrauhaus (Rappershausen)
- Evangelische Kirche (Rappershausen)

### Bodendenkmäler
- Turmhügel Rappershausen